# Веселе (Нікопольський район)
Весе́ле — село в Україні, у Нікопольському районі Дніпропетровської області. Входить до складу Першотравневської сільської громади.
Колишній Орган місцевого самоврядування — Криничуватська сільська рада. Населення — 967 мешканців.

## Географія
Село Веселе розташоване в балці Грузька за 1 км від села Томаківське і за 2,5 км від села Криничувате. По селу протікає пересихаючий струмок з загатою. Через село проходить автомобільна дорога Т 0435.

## Історія
12 червня 2020 року, відповідно до розпорядження Кабінету Міністрів України № 709-р від «Про визначення адміністративних центрів та затвердження територій територіальних громад Дніпропетровської області», увійшло до складу Першотравневської сільської громади.
19 липня 2020 року, в результаті адміністративно-територіальної реформи і ліквідації Нікопольського району(1923—2020), село увійшло до складу новоутвореного Нікопольського району.

## Населення

### Мова
Розподіл населення за рідною мовою за даними перепису 2001 року:
| Мова       | Кількість | Відсоток |
| ---------- | --------- | -------- |
| українська | 921       | 95.24%   |
| російська  | 43        | 4.46%    |
| білоруська | 1         | 0.10%    |
| румунська  | 1         | 0.10%    |
| німецька   | 1         | 0.10%    |
| Усього     | 967       | 100%     |

## Об'єкти соціальної сфери
- Школа.
- Будинок культури.

## Релігія
В селі знаходиться Храм Успіння Пресвятої Богородиці ПЦУ (вул. Центральна, 9-А).

## Постаті

### Відомі уродженці
- Степанюк Руслан Юрійович (* 1992) — український футболіст.